# Messier 66
Messier 66 (M66 ili NGC 3627) je spiralna galaksija, veća susjeda galaktike M65. Također je dio Leo Triplet I grupe galaktika zajedno s NGC 3628. Galaksiju M66 samostalno je otkrio Charles Messier 1. ožujka 1780. godine.

## Svojstva
M66 je nešto veća i sjajnije od svoje susjede, M65. M66 je također spiralna galaksija. Nalazi se na udaljenosti od 24 milijuna svjetlosnih godina. Galaksija je bogatija plinom i prašinom od M65. Na fotografijama su jasno vidljivi otvoreni skupovi i maglice u kojima se formiraju zvijezde. Spiralni krakovi su deformirani, vjerojatno zbog interakcije s drugim galaksijama skupa. 

## Amaterska promatranja
M66 moguće je vidjeti 80 mm teleskopom bez većih problema. Koristeći povećanja manja od 80 puta moguće ju je smjestiti u isto vidno polje s M65. Treća, tamnija galaksija, NGC 3628, teže je vidljiva u 80 mm teleskopu i za nju je potrebno barem 114 mm promjera za ugodno promatranje. Obje galaktike su jasno vidljive u 200 mm teleskopu, dok NGC 3628 se malo teže uočava, posebice kada se promatra iz naseljenog mjesta. Pod tamnim nebom sve tri galaktike su lako vidljive. Sve tri galaktike je moguće smjestiti u isto vidno polje na povećanju od 35 puta.

## Vanjske poveznice
- Skica M66
- (eng.) SEDS: NGC 3627
- (eng.) Revidirani Novi opći katalog
- (eng.) Izvangalaktička baza podataka NASA-e i IPAC-a
- (eng.) Astronomska baza podataka SIMBAD
- (eng.) VizieR